# Spout Springs (Carolina del Norte)
Spout Springs es un área no incorporada ubicada del condado de Harnett en el estado estadounidense de Carolina del Norte. La comunidad de Spout Springs anteriormente producía tiendas de madera y navales. 